# À go-go
À go-go est le vingt-troisième album de la série de bande dessinée Les Simpson, sorti le 15 janvier 2014, par les éditions Jungle. Il contient deux histoires : Embargo noix de coco et Prends garde (rie) Springfield.